# Lantbruksstyrelsen (Finland)
Lantbruksstyrelsen var ett i Finland 1892 inrättat ämbetsverk, som stod under ledning av en överdirektör (den förste var Nils Grotenfelt) och hade till uppgift bland annat ta initiativ till åtgärder för lantbrukets och dess binäringars förkovran, utöva tillsyn över lantbruksundervisningen, följa lantbrukssällskapens verksamhet och användningen av deras statsanslag samt handha lantbruksstatistiken. 
År 1923 uppgick finländska Fiskeristyrelsen i Lantbruksstyrelsen, som 1971 sammanslogs med Kolonisationsstyrelsen till Jordbruksstyrelsen. Den sistnämnda indrogs vid årsskiftet 1992/93, då huvuddelen av dess uppgifter övertogs av jord- och skogsbruksministeriet.